# Laguna Verde (volcán)
El volcán Laguna Verde es un Estratovolcán al este del Gran Salar de Atacama en la Región de Antofagasta en Chile. La montaña se encuentra a 6 km al oeste de Acamarachi y 12,5 km al norte de los estratovolcanes Aguas Calientes (Simbad) y Láscar .

## Geología
La edad del volcán, que se eleva a 1200 m s. n. m. sobre el terreno circundante, no se conoce con certeza. Anteriormente se consideró del Pleistoceno - Holoceno . En algún momento en el pasado, el flanco norte del volcán colapsó. La avalancha de escombros resultante formó un lago en la Quebrada Portor desde el agua contenida por los escombros. El edificio tiene un volumen estimado de 16 kilómetros cúbicos.